# Tatort: Lakritz
Lakritz ist ein Fernsehfilm aus der Krimireihe Tatort. Der vom WDR produzierte Beitrag ist die 1107. Tatort-Episode. Die Erstausstrahlung fand am 3. November 2019 im deutschen Sender Das Erste, im Schweizer Sender SRF 1 sowie im österreichischen Sender ORF 2 statt. Das Ermittlerduo Thiel und Boerne ermittelt in seinem 35. Fall.

## Handlung
Der bekannte Marktmeister Hannes Wagner wird am Morgen nach seinem 40. Dienstjubiläum tot in seiner Wohnung aufgefunden. Er wurde mit Zyankali vergiftet, das er mit Lakritz zu sich genommen hatte. Die Polizei nimmt zuerst den Süßwaren-Marktstand des Holländers Cornelius Bellekom unter die Lupe. Dieser hatte die Lakritze Hannes Wagner zum Jubiläum geschenkt, doch ein Motiv ist nicht ersichtlich. Eine weitere Spur führt zu einer lokalen Lakritz-Manufaktur. Deren Inhaberin Monika Maltritz war einst Boernes große Liebe. Als Junge wollte Monikas Mutter Heide ihn engagieren, um Monika Nachhilfe in Mathematik zu geben, doch kurz darauf wurde Heide erhängt aufgefunden. Die Behörden nahmen Selbstmord an, da ein Abschiedsbrief vorlag. Doch Boerne hatte schon damals daran gezweifelt und tut es noch immer. Monika hat erst vor kurzem ihren Marktstand verloren und steht nun vor dem Bankrott.
Bei der Untersuchung von Hannes Wagners Büro finden Thiel und Nadeshda einen geheimen Raum voller Akten: Der Marktmeister hatte über die letzten Jahrzehnte Dossiers zu allerlei Persönlichkeiten Münsters angelegt und damit eine Vielzahl von Menschen erpresst. Es stellt sich heraus, dass Monikas Sohn mit Jill, der Tochter des holländischen Süßwarenverkäufers, zusammen ist. Der Sohn lebt allerdings bei Monikas Exmann, der im selben Altenheim arbeitet, in dem Monikas Vater Harald lebt und Thiels Vater Marihuana-Produkte verkauft. Monika wird verhaftet, da sie am Mordabend bei der Jubiläumsfeier von Hannes Wagner anwesend war und wegen der von Wagner entzogenen Marktlizenz ein starkes Motiv aufweist. Sie gibt jedoch an, sich an den Abend nicht mehr erinnern zu können.
Während Monika in Untersuchungshaft sitzt, wird ein weiterer Giftanschlag auf dem Markt verübt: Mehrere Menschen verhalten sich auffällig, nachdem sie unwissentlich mit Ecstasy versetzte Smoothies zu sich genommen haben. Weiteres Ecstasy wird im Marktstand des Holländers Bellekom sichergestellt. Dessen Tochter Jill gesteht den Anschlag, um für die Mutter ihres Freundes ein Alibi zu schaffen und sie so aus dem Gefängnis frei zu bekommen. Sie hatte dafür gesorgt, dass Monikas Marktlizenz entzogen wurde, indem sie Ratten in deren Manufaktur ausgesetzt hatte, so dass Jills Vater den freien Standplatz auf dem Markt bekam. Inzwischen hatte sie sich jedoch in Monikas Sohn verliebt und fühlte sich nun schuldig.
Boerne verdächtigt unterdessen Monikas Exmann Bernhard als Mörder von Hannes Wagner sowie von Heide Maltritz. Bernhard hatte den jungen Boerne damals, kurz nach Heides Tod, mit dem Gesicht in einen Bottich voll heißer Lakritze gedrückt und so ein anhaltendes Lakritztrauma bei Boerne ausgelöst. Der lässt Heide Maltritz exhumieren und stellt auch bei ihr Spuren von Zyankali fest, wodurch er sich in seinem Verdacht bestätigt sieht. Monikas Vater Harald hilft ihm, heimlich im Altenheim zu ermitteln, und er findet in Bernhards Spind Zyankali. Er verständigt Thiel, doch nachdem die Polizei den Spind untersucht hat, überführt Thiel Harald Maltritz als Mörder. Dessen Frau Heide wollte ihn damals verlassen und hatte deswegen einen Abschiedsbrief geschrieben. Nachdem Harald kürzlich ein Fernsehinterview mit Hannes Wagner gesehen hatte, wurde ihm klar, dass dieser damals Heides Geliebter war, und so musste er ebenfalls sterben.
Schließlich versuchen Boerne und Thiel, gegenseitig ihre Traumata zu therapieren: Boerne isst einen Teller voll Lakritz, während Thiel ein Glas von Boernes teurem Rotwein in Korea verwandelt, indem er ihn mit Cola verdünnt.

## Hintergrund
Der Film wurde vom 12. März 2019 bis zum 12. April 2019 in Münster und Köln gedreht. Die Premiere fand am 24. Oktober 2019 im Münsteraner Cineplex in Anwesenheit von Schauspielern und Filmteam statt.

## Rezeption

### Kritiken
„Regisseurin Randa Chahoud – war vor über zehn Jahren mal an dem Radikalklamauk ‚Ijon Tichy: Raumpilot‘ beteiligt – gelingt es jedenfalls, das Krimi-Drogen-Komik-Gemisch über weite Strecken aus der Münster-üblichen Schnurrigkeit zu befreien und mit guter Umdrehungszahl zu inszenieren. Ein angenehm süffiger Cocktail aus MDMA, THC, Cola, Wein und Lakritz, der möglicherweise auch beim Publikum widersprüchliche Jugenderinnerungen weckt. Hau weg den Scheiß!“

„Lakritz ist auch die klebrige Kaumasse, die diesen Film und seine Verzweigungen durchaus genießbar zusammenhält. Boerne und Thiel kalauern seltener als sonst und verlieren sich nicht so oft in Slapstick, ohne aber auf beides gänzlich zu verzichten. Das Buch von Thorsten Wettcke ist stimmig und die Regie von Randa Chahoud, die einst die tolle Scifi-Satire ‚Ijon Tichy: Raumpilot‘ dirigiert hatte, ebenso.“

### Einschaltquote
Die Erstausstrahlung von Lakritz am 3. November 2019 wurde in Deutschland von 12,64 Millionen Zuschauern gesehen und erreichte einen Marktanteil von 34,5 Prozent für Das Erste.